# کنت انگووکه
کنت ایکچوکوو انگووکه (انگلیسی: Kenneth Ngwoke؛ زادهٔ ۲۹ مارس ۱۹۹۳) بازیکن فوتبال اهل نیجریه است.
از باشگاه‌هایی که در آن بازی کرده است می‌توان به باشگاه فوتبال پیکان اشاره کرد.